# Родріган (футболіст, 1995)
Родріго де Соуза Прадо (порт. Rodrigo de Souza Prado), відоміший під коротшим прізвиськом Родріган (порт. Rodrigão, нар. 11 вересня 1995, Бразилія) — бразильський футболіст, захисник російського клубу «Зеніт». Виступав також за клуб «Атлетіко Мінейру». Дворазовий чемпіон Росії. Володар Кубка Росії, дворазовий володар Суперкубка Росії.

## Ігрова кар'єра
Родріган народився 1995 року в місті Бразилія, та є вихованцем футбольної школи клубу «Атлетіко Мінейру». У 2016 році футболіст перейшов до основнії команди клубу, проте до основного складу не пробився, і до 2019 року грав переважно в орендах у бразильських клубах «Калденсе», «Коїмбра», «Боа» та «Ферровіарія».
У 2019 році Родріган перейшов до складу португальського клубу «Жіл Вісенте», у складі якого став гравцем основного складу, та зіграв у його складі до 2021 року 47 матчів чемпіонату. У 2021 році бразильський захисник перейшов до російського клубу «Сочі», в якому грав до 2022 року.
З 2022 року Родріган грає у складі іншого російського клубу «Зеніт». У складі петербурзької команди бразильський футболіст став дворазовим чемпіоном Росії, володарем Кубка Росії та дворазовим володарем Суперкубка Росії.

## Титули і досягнення
- Чемпіон Росії (2):

«Зеніт»: 2022–2023, 2023–2024
- Володар Кубка Росії (1):

«Зеніт»: 2023–2024
- Володар Суперкубка Росії (2):

«Зеніт»: 2023, 2024